# Bartholomew Roberts
John Roberts (Casnewydd Bach, Gales, 1682-Cabo López, Gabón, 10 de febrero de 1722), más conocido como Bartholomew Roberts, fue un pirata galés. Por el número de sus atracos, estimados en al menos cuatrocientos, ha sido considerado como uno de los más exitosos de la historia. Después de ejercer el oficio de marinero desde muy joven, a sus treinta y siete años decidió ser parte de la tripulación de Howell Davis, iniciando sus correrías en la piratería. Logró armar una escuadrilla de proporción suficiente para desestabilizar la flota británica, en un tiempo donde esta potencia se debatía por mantener sus posesiones en Norteamérica y el Caribe. Es conocido por el reglamento impuesto a su tripulación y también por su peculiar personalidad que se caracterizaba —entre otras particularidades— en el buen trato a las mujeres, la abstinencia de licor y su educación. Su muerte cerró la etapa de mayor auge de la piratería en América.

## Inicios en la piratería

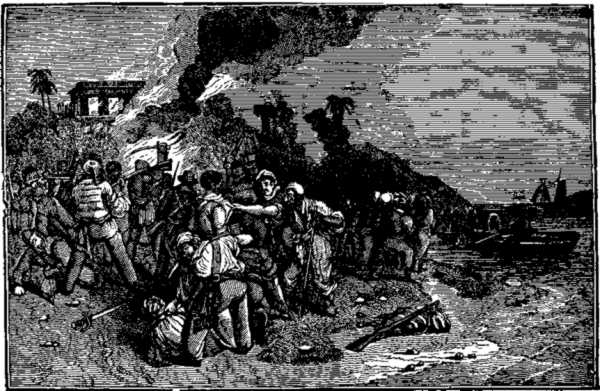
Muerte de Howell Davis según el libro The Pirates Own Book.

Es probable que Bartholomew Roberts iniciase en el oficio de marinero a los trece años. También se estima que pudo haber formado parte de la Marina Real Británica entre 1702 y 1713, participando en la guerra de sucesión española. Terminado este conflicto, trabajó en barcos que transportaban esclavos como uno de tantos desempleados que dejó la guerra. En 1718, su nombre fue mencionado por un pirata de nombre John Plantain quien escribió una crónica de cierto viaje realizado desde Rhode Island hacia África. Este testimonio describe una desavenencia del galés con Edward England, también parte del grupo, mientras se decidía una separación de los marineros, lo que constituye un posible indicio de que estaba involucrado en la piratería antes de lo estimado.
Hasta 1719, John Roberts, era un sujeto que por su estilo de vida podía ser calificado como honesto. En esa etapa formaba parte de la tripulación del capitán Abraham Plumb como primer oficial o timonel en el barco Princess of London que se dirigía de Londres a la Costa de Oro británica, en el golfo de Guinea, para negociar esclavos. Fue en este tiempo que decidió cambiar su nombre a Bartholomew. Una vez en el lugar, y junto a otros dos navíos, los mercaderes fueron asaltados sin oponer resistencia por piratas al mando de Howell Davis quien posteriormente vendió las naves capturadas.
Por último, como práctica usual en una tripulación apresada, Davis terminó lanzando la invitación para aquellos que quisieran acompañarle. Roberts, —quien en ese tiempo tenía unos 37 años y sin un futuro promisorio, pues apenas ganaba unas tres libras al mes— resolvió formar parte de los malhechores junto a otros 34 compañeros.
En su nueva situación, se presume que pudo haber alcanzado confianza con el capitán por sus dotes de buen navegante. Además, la relación era favorecida porque ambos eran galeses y podían hablar en su lengua natal. A casi un mes de su arribo, Davis, quien capitaneaba el barco Royal Rover, decidió carenar la nave en la Isla de Príncipe, enclave portugués cercano a Guinea. En tierra firme se presentó ante los lugareños como oficial de un barco inglés en búsqueda de piratas. No obstante, el gobernador local puso en duda la identidad del visitante.
El día de la partida, el capitán, junto a unos acompañantes, intentó visitar al gobernador para despedirse. Al no encontrarlo decidieron retornar, pero en el camino fueron emboscados y casi todos terminaron muertos. Ante el asesinato, y sin alguien al mando, el grupo de piratas supervivientes eligió a Roberts como su nuevo jefe siendo su primera actuación vengar la muerte de Davis. A él se adjudican estas palabras al ser elegido capitán del Royal Rover en 1720: 

Puesto que ya he hundido mis manos en el agua turbia, pero fascinante de la piratería, acepto el cargo pues siempre es más honroso ser comandante de piratas que un simple hombre vulgar.

## Asaltos relevantes
Roberts armó una partida de treinta hombres al mando de Walter Kennedy en su primer asalto como líder de los piratas sobre la colonia portuguesa. Una primera victoria fue lograda sobre la primera línea defensiva, y una vez consumada, desearon acabar con la población entera. El nuevo capitán, por el contrario, frustró sus ansias bajo el argumento que la destrucción de la localidad sería una empresa muy arriesgada. Esta determinación fue tomada por Kennedy como un insulto a su persona que albergaría en el resto de la marcha.

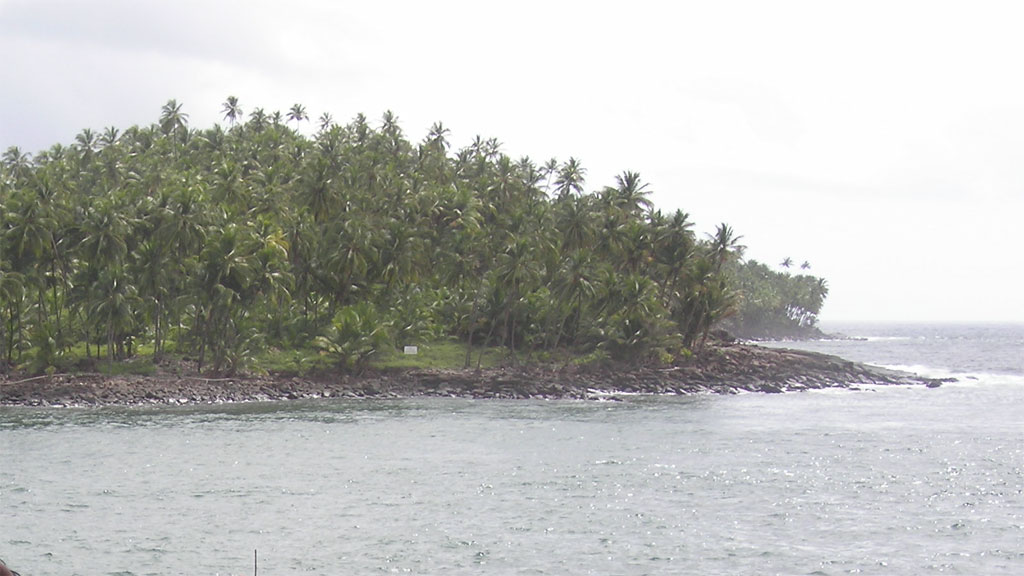
La Isla del Diablo cerca de la costa de Guayana Francesa.

En otra ocasión, los piratas avistaron una flotilla portuguesa compuesta por 42 naves con rumbo a Europa que había partido desde Bahía, Brasil. Al parecer, este convoy estaba desguarnecido, pues apenas dos buques de guerra iban como custodia. Ambos estaban alejados del grupo, puesto que —por la cercanía de la costa— estimaban que la situación era segura. Un barco de los piratas, con las armas debidamente escondidas para no levantar sospechas, se acercó a una embarcación de la flotilla y logró convencer a su capitán para abordar la nave. El huésped, tratado con respeto, fue notificado que su propio barco y tripulación estaban en peligro, a menos que revelase cual de las naves era la que tenía la mayor cantidad de riquezas.
El barco señalado fue el Clemente de Artigo que disponía de mucho más armamento que los piratas. No importando esta circunstancia, atacaron la presa en las cercanías de la bahía de Todos los Santos sufriendo la pérdida de dos embarcaciones. Las demás naves del convoy abandonaron el sitio, a excepción de los navíos de guerra, ante lo cual Roberts dispuso enfrentarlos. Sin embargo, los buques portugueses partieron sin presentar batalla.
El cuantioso robo incluía cuero, tabaco, azúcar, y un monto estimado de 50 000 libras esterlinas. Asimismo, dentro del expolio se encontraba una cruz de oro con diamantes incrustados dirigida al rey Juan V de Portugal. Según una versión, esta valiosa joya fue regalada por los piratas al gobernador de Guinea para obtener apoyo de su parte y dejarles navegar a su antojo. Otra fuente asegura que Roberts la usó como prenda personal. Sea como fuere, el éxito de la operación fue celebrado en la Isla del Diablo.
Cerca del río Surinam, y aún gozando del cuantioso robo, Roberts fue informado sobre un bergantín proveniente de Rhode Island que contendría buenas provisiones. El pirata ordenó perseguirlo, pero a la larga esa decisión sería errónea, pues la presa era más rápida. Además, durante la marcha —y después de ocho días— los piratas quedaron a la deriva ante el cese de la corriente de aire y con las provisiones propias a punto de agotarse. Ante la urgencia, despacharon un bote para pedir ayuda al resto de los camaradas dejados en espera, pero los comestibles no fueron suficientes para la tripulación. Dos días después armaron una improvisada canoa. Al fin, la ayuda arribó junto a la mala noticia que Kennedy había robado la embarcación Rover y el barco portugués capturado con el tesoro incluido.
Kennedy, de una personalidad opuesta al refinado Roberts y con antecedentes de haber sido un ladronzuelo, había prometido más riquezas a los desertores. No obstante, terminó siendo ejecutado en la ciudad de Londres el 19 de julio de 1721. Fue en este punto que el capitán pirata escribió sus conocidos artículos, obligando a su tripulación a jurar su cumplimiento ante una Biblia.
En rumbo al mar Caribe, y cerca de Barbados, los piratas asaltaron una nave inglesa, pero otro desacierto sería cometido al dejarla ir con suficientes provisiones para seguir el viaje. El capitán de esta embarcación alertó a las autoridades de la isla vecina, cuyo gobernador Robert Lowther comisionó el 19 de febrero de 1720 a dos barcos, el Philippa y el Somerset, para que partieran en búsqueda de los bandidos. Una vez encontrados, estuvieron a punto de ser aniquilados al haber sido tomados por sorpresa. Poco tiempo después, mientras los maleantes terminaban una estadía en La Española con rumbo a Granada, el gobernador de este sitio alertó de su presencia a las autoridades de Martinica, quien a su vez comisionó dos balandras para abatir los piratas.

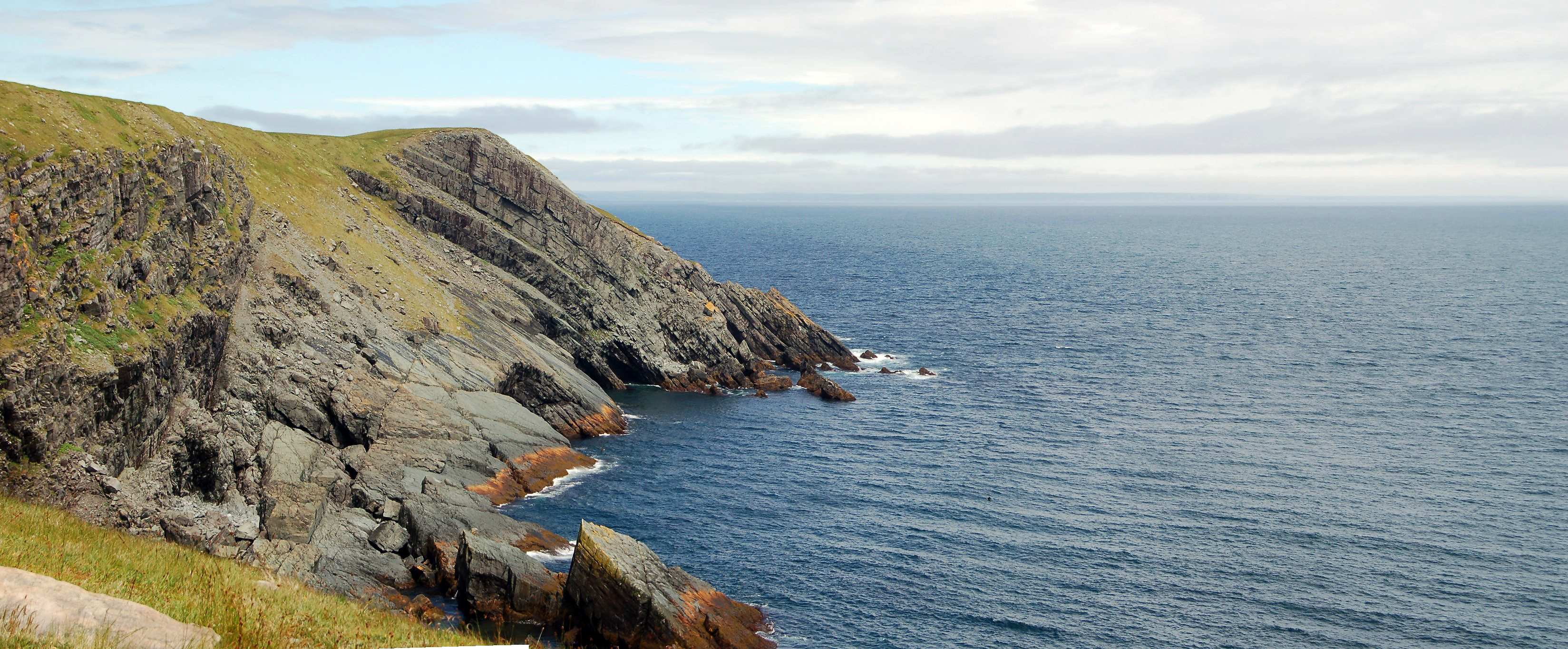
Bahía de Trepassey en la Isla de Terranova.

### Ataque en Terranova
En junio de 1720, mientras huían de las patrullas de Martinica, Roberts y su tripulación se dirigieron a Trepassey en Terranova, a donde se encontraban concentradas unas 22 naves. Una vez allí, resolvieron atacar la población. En la primera acometida destruyeron todas las embarcaciones, a excepción de una galera de Bristol. Posteriormente desembarcaron en la localidad hasta dejarla reducida en ruinas. Según Charles Johnson en su libro Historia general de los robos y asesinatos de los más famosos piratas:

Es imposible describir con detalle el estrago y depredación que causaron aquí, incendiando y hundiendo todo lo que encontraron...destruyendo pescaderías y puestos de los pobres agricultores sin ningún remordimiento ni compunción.

Los piratas continuaron sus fechorías en las poblaciones vecinas. Sin embargo, una vez que consideraron que los hechos serían conocidos en los alrededores, se dirigieron con rumbo al sur. En el transcurso de la expedición atacaron una flota francesa, dejando un barco a salvo, el cual Roberts tomó para él mismo y lo bautizó con el nombre Fortune. En este tiempo, un periódico reportó que el capitán pirata se hacía llamar el "Almirante de las Islas de Sotavento".

### Declaración de guerra sobre Martinica y Barbados

Bandera de Bartholomew Roberts con las siglas ABH AMH para demostrar su ira sobre los gobernadores de Barbados y Martinica.

Después del ataque sobre Terranova, los piratas se dirigieron hacia Guinea. Sin embargo, debido a que sus provisiones escaseaban, retornaron a las Indias Occidentales. En este punto el estado de la tripulación era lamentable, tanto que debieron reducir la ración de agua a un trago por cabeza cada 24 horas.
En el trayecto se toparon con un barco desde la Isla de San Cristóbal cuyo capitán se unió al grupo y les proporcionó provisiones. De este sujeto supo la noticia que en la isla de Tobago había dos buques de Martinica merodeando para apresarlos. Enfurecidos, los piratas declararon la guerra y enarbolaron una bandera con las insignias ABH AMH, siglas de A Barbadian´s Head y A Martinican´s Head, es decir, las calaveras de los gobernadores de Barbados y Martinica, como símbolo para demostrar su furia por ambos. No obstante, y de acuerdo a una opinión, izar estos emblemas era más un pretexto para asaltar cualquier nave que se atravesase en el recorrido.
En octubre de 1720, cerca de la isla Santa Lucía, atracaron un convoy de naves francesas e inglesas y después partieron a Guadalupe antes de dirigirse a Guinea.

## Deserciones y retorno al continente africano
En la ruta hacia África, Roberts enfrentó una trifulca en su barco de la cual resultó herido, y en la cual mató al tripulante James Perry. Este individuo era amigo de otro sujeto que se encontraba ausente, de nombre Richard Jones, quien al momento de conocer del asesinato de su compañero se abalanzó sobre el capitán a quien terminó dando una "soberana paliza". A pesar de todo, la mayoría de la tripulación apoyó al jefe pirata. Un juicio fue organizado contra el agresor, siendo decidido darle dos azotes por tripulante. Lejos de dejar terminado el asunto, Jones se alió a un sujeto de apellido Anstis, que también sentía resquemor del capitán, porque su barco era considerado como un simple auxiliar de la nave principal comandada por Roberts. Ambos armaron un complot y escaparon a la costa africana, llevándose parte del botín y unos 70 hombres. La deserción molestó a los restantes tripulantes, pero Roberts trató de no darle importancia al asunto pues pensaba que hubiera sido peor un motín general. En lo restante continuaron sus fechorías en las cercanías de la costa de Senegal.
En abril de 1721 los piratas atacaron una fragata de la Royal África Company de nombre Onslow, que rebautizaron como The Royal Fortune y armaron con cuarenta cañones. En junio de ese mismo año, Roberts fue informado acerca de dos buques de guerra británicos —el Swallow y Weymouth— que rondaban en su búsqueda. Su presencia se debía a que, en este punto, los piratas estaban causando serios problemas a las compañías navieras británicas. A pesar de las noticias, los forajidos pasaron un tiempo en Viejo Calabar donde "bebieron y abandonaron todo cuidado".
Iniciado nuevamente el viaje, acaeció un hecho deplorable en los días siguientes. Cerca de Port Nova, actual Benín, los piratas asaltaron una flotilla en la que estaba incluida una nave que transportaba esclavos. Un rescate por esta embarcación fue demandado, pero su capitán se rehusó ante el requerimiento. Ante esto, Roberts ordenó vaciar a los cautivos antes de incendiar el barco. Sin embargo, ante la lentitud de la operación —y a pesar de que aún se encontraban ochenta individuos a bordo—, los bandidos prendieron fuego a la nave. Muchos infortunados murieron en el siniestro, y otros se lanzaron al agua pereciendo en una zona infestada de tiburones.

## Muerte en combate

Mapa de Gabón y el cabo López.

Reiniciada la marcha, Roberts fue nuevamente informado acerca de las dos naves británicas. Ante el aviso, los malhechores se dirigieron hacia cabo López con los navíos The Royal Fortune, The Good Fortune y The Ranger, entre otros. Por su parte, los barcos británicos rastreadores no estaban en buenas condiciones, por lo que el único que continuó la búsqueda del pirata fue el Swallow. Chaloner Ogle, capitán al mando, decidió atacar lo más pronto posible, antes que Roberts escapase. El 5 de febrero de 1722, el Swallow fue avistado por las naves piratas, pero no pudo seguir avanzando debido a un banco de arena, algo que los bandidos interpretaron como una cobardía. De esta manera, el Ranger, comandado por James Skyrme, empezó la acometida.
El Swallow se alejó con la intención de que, en caso de una batalla, sus cañones no fueran escuchados en la costa. Al fin las tripulaciones trabaron batalla resultando el Ranger severamente dañado con el resultado de 10 hombres muertos y 20 heridos. Ogle envió un bote para pedir la rendición. Sin embargo, antes de abordar al barco pirata, se escuchó una explosión ocasionada por algunos de los mismos forajidos. Aparentemente esto se debió a que preferían no ser tomados con vida.
Ogle se dirigió para cabo López el 9 de febrero. En este lugar se encontraba The Royal Fortune, comandada por Bartholomew, quien emprendió la ofensiva el día siguiente. El diez de febrero por la mañana inició la batalla. Los piratas decidieron enfrentar las descargas del Swallow, pero el combate finalizó cuando Roberts falleció al recibir un impacto en la garganta después de una segunda andanada. Según Charles Johnson:

(Roberts) se sentó en el aparejo de un cañón; un tal Stephenson que iba al timón, corrió en su ayuda; y al no verle la herida, soltó un juramento, y le mandó que se levantase y luchase como un hombre. Pero cuando se dio cuenta de su error, y que el capitán estaba indefectiblemente muerto, prorrumpió en lágrimas, pidiendo que el siguiente disparo fuera para él.

 Se supone que el cuerpo fue tirado fuera de borda, como era su deseo, el cual iba vestido con lo mejor de su vestimenta: de color púrpura y adornado con encajes.
Según una fuente, de la flotilla capturada y después de un juicio en Cape Coast, 74 piratas fueron absueltos, 70 antiguos esclavos retornaron a su antigua condición, 54 fueron colgados, y 37 recibieron sentencias menores. Otra establece que 162 fueron juzgados, de los cuales 52 fueron condenados a morir en la horca, ejecución llevada a cabo en Cape Coast Castle en Ghana. Sea como fuere, por el número de acusados se considera el mayor proceso judicial en la historia de la piratería. La muerte de Bartholomew Roberts supone el fin de la gran piratería americana.

## Los artículos de Bartholomew Roberts

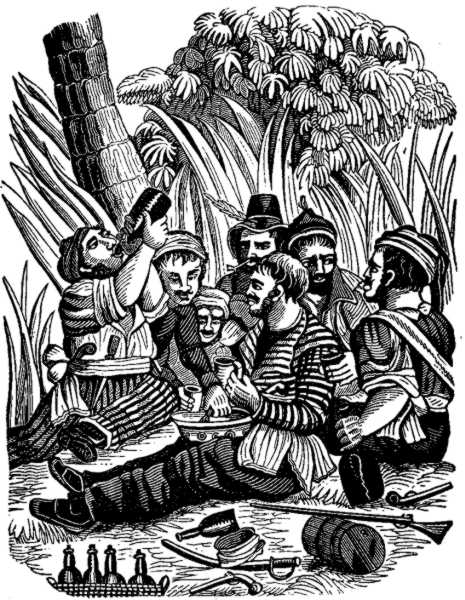
La tripulación de Roberts en un momento de relajación según el libro The Pirates Own Book.

Los artículos de Bartholomew Roberts son proporcionados por el autor Charles Johnson, junto a las normativas de John Phillips y Edward Low. En total son once y pretenden normar la conducta de la tripulación a bordo. Fueron escritos en 1721 debido a una deserción masiva encabezada por Walter Kennedy:
- I. Todo hombre tiene voto en los asuntos del momento, tiene igual derecho a provisiones frescas o licores fuertes en cualquier instante tras su confiscación y pueden hacer uso de ellos a placer, excepto que la escasez haga necesario, por el bien de todos, su racionamiento.

- II. Todo hombre será llamado equitativamente por turnos, según la lista, al reparto del botín (sobre y por encima su propia participación), se le permitirá cambiarse de ropa para la ocasión, pero si alguno defrauda a la compañía por valor de un dólar de plata, joyas o dinero, será abandonado a su suerte en el mar como castigo. Si el robo fuese entre miembros de la tripulación, esta se contentará con cortar las orejas y la nariz al culpable y lo desembarcará en tierra, no en lugar deshabitado, pero sí en algún sitio donde se dé por sentado que encontrará adversidades.

- III. Nadie jugará a las cartas o dados por dinero.

- IV. Las luces y velas se apagarán a las 8 de la noche; si después de esa hora algún miembro de la tripulación se inclina a seguir bebiendo, puede hacerlo sobre cubierta.

- V. Mantener sus armas, pistolas y sables limpios y listos para el servicio.

- VI. No se permiten niños ni mujeres. Si cualquier hombre fuera encontrado seduciendo a cualquiera del sexo opuesto, y la llevase al mar disfrazada, sufrirá la muerte.

- VII. En batalla, la deserción del barco o sus camarotes será castigada con la muerte o al abandono a su suerte en el mar.

- VIII. No se permiten las peleas a bordo, pero las disputas de cualquier hombre se resolverán en tierra, a espada y pistolas.

- IX. Ningún hombre hablará de dejar su modo de vida hasta que haya aportado 1000 libras. Si, para conseguirlo, perdiera una extremidad o quedara impedido para el servicio, se le darán 800 dólares extraídos del inventario común y por heridas menores, en proporción a su gravedad.

- X. El capitán y su segundo recibirán dos partes del botín; el maestre, contramaestre y cañonero una parte y media, y el resto de los oficiales, una parte y un cuarto.

- XI. Los músicos tendrán descanso el sábado, pero no los otros seis días y noches, a no ser por concesión extraordinaria.

No obstante, el mismo Johnson deja entrever que los anteriores preceptos eran apenas una parte del código completo: 

Estos son, nos han asegurado, algunos de los artículos de Roberts; pero como tuvieron la precaución de arrojar por la borda el original que habían firmado y jurado hay motivo para sospechar que el resto del contenido era demasiado horrible para revelarlo a nadie.

## Aspecto y particularidad de Bartholomew Roberts

Bandera usada por Roberts.

Según descripciones, Roberts era un hombre organizado, leído, listo, clemente y de mentalidad compleja, pero no por eso dejaba de ser osado. Incluso se le comparaba más a un oficial autoritario de la Royal Navy que a un tradicional pirata anárquico. Asimismo, entre sus peculiaridades se menciona que bebía solo té y nunca licor —ni permitía que su tripulación lo hiciera a bordo—, que trataba con delicadeza a las mujeres y vestía con pulcritud y adornaba su cabeza con un sombrero con plumas. Precisamente, Johnson señala que el día del combate final se había presentado "muy gallardo durante el combate". Como lo señala una opinión:

Difícil era conciliar su rigorismo puritano con aquel afán de ostentación, de lujo, de esplendor, que le dominaba. Amaba las telas costosas, la pedrería, las flores, las plumas y las sedas, las armas ricamente recamadas, todo, en suma, cuanto llevase el signo de la opulencia y del arte.

De acuerdo a Philip Gosse en su libro Historia de la Piratería, Black Bart, como también era conocido, era un individuo alto y moreno, que tenía repugnancia hacia el juego y concedía descanso a los músicos el séptimo día para respetar "la santidad del día del Señor". Johnson por su parte menciona que en su época de capitán era agasajado a diario "con música y bebida y alegría y diversiones" por sus propios compañeros, y que a nadie obligó a entrar en la vida criminal que los piratas sobrellevaban y al contrario, a muchos "facilitó su alejamiento". Bartholomew Roberts se encontraba en situación de "Matelotage", su matelot o compañero era el pirata Jhon Walden, apodado "Miss Nanney". La muerte de Roberts terminó por abatir a la tripulación, siendo él quien "había sido alma y vida de la banda".

## Bartholomew Roberts en la cultura popular
Bartholomew Roberts es uno de los cuatro piratas reales mencionados en el libro La isla del tesoro de Robert Louis Stevenson (capítulo XI), junto a William Kidd, Howell Davis y Edward England. Más concretamente, John Silver habla de la suerte que corrieron los supervivientes de su tripulación: todos murieron ahorcados y sus cadáveres quedaron expuestos durante días en Corso Castle, a modo de escarmiento. También aparece en The Devil's Captain de Philip Shea (1992), The Requiem Shark de Nicholas Griffin (2000) y The Princess Bride de William Goldman (2000).
En el mundo de los videojuegos está representado en la franquicia Sid Meier's Pirates! (desde 1987) y en el mundo de los juegos de rol de mesa, por ejemplo, en ¡Piratas! (1994).
En la película Piratas del Caribe: en el fin del mundo se le menciona como uno de los creadores del código pirata, cuya copia se guarda en la Bahía del Naufragio, donde se reúne la cuarta corte pirata.
Roberts aparece también en el juego Assassin's Creed IV: Black Flag como uno de los antagonistas principales.
Por otro lado, Bartholomew Kuma y Dracule Mihawk, dos personajes del manga One Piece, están basados en su persona y aspecto respectivamente.